# نيوكيساريا (إوانينا)
نيوكيساريا (Νέοκαισάρεια) هي مدينة في إوانينا في مقاطعة كينتريكي إلادا في اليونان.